# Tournoi des Six Nations 2025
Cet article traite de l'épreuve masculine. Pour la compétition féminine, voir Tournoi des Six Nations féminin 2025. Pour la compétition junior, voir Tournoi des Six Nations des moins de 20 ans 2025
Navigation
Tournoi 2024 Tournoi 2026
Le Tournoi des Six Nations 2025 est une compétition de rugby à XV qui a lieu du 31 janvier au 15 mars 2025. Chacune des six nations participantes affronte toutes les autres lors de cinq journées réparties sur cinq semaines, avec des pauses avant et après la troisième journée.
Les trois équipes qui ont, en 2025, l'avantage de jouer un match de plus à domicile que les autres sont l'Angleterre, l'Écosse et l'Italie.
Malgré le désavantage de trois déplacements en années impaires, l'équipe de France gagne le Tournoi, à égalité de victoires avec les équipes d'Irlande et d'Angleterre, ces deux nations ayant tenu tour à tour la première place provisoire du Tournoi lors de la dernière journée. Les Français l'emportent au jeu des points de bonus. L'Irlande récupère la triple couronne, tandis que le pays de Galles, sur une série de dix-sept défaites consécutives, reçoit la cuillère de bois.
Avec trente réalisations, le XV de France bat le record d'essais en une édition détenu par l'Angleterre depuis 2001. Au centre de cette réussite offensive, l'ailier Louis Bielle-Biarrey égale le record d'essais en une édition de Cyril Nelson Lowe (1914) et Ian Scott Smith (1925). Il devient aussi le huitième joueur à marquer au moins un essai par match dans une édition du Tournoi, quelques heures seulement après le septième : l'Anglais Tommy Freeman, auteur d'un essai chaque journée de compétition. Les six équipes ont marqué un total de cent huit essais, qui constituent le bilan offensif le plus haut de l'histoire du Tournoi.

## Villes et stades
| Rome (Italie)                 | Londres (Angleterre)              | Saint-Denis (France)              |
| ----------------------------- | --------------------------------- | --------------------------------- |
| Stade olympique 72 698 places | Stade de Twickenham 82 000 places | Stade de France 81 338 places     |
| Stade olympique, Rome         | Stade de Twickenham, Londres      | Stade de France, Saint-Denis      |
| Dublin (Irlande)              | Cardiff (pays de Galles)          | Édimbourg (Écosse)                |
| Aviva Stadium 51 700 places   | Millennium Stadium 73 931 places  | Murrayfield Stadium 67 130 places |
| Aviva Stadium, Dublin         | Millennium Stadium, Cardiff       | Murrayfield Stadium, Édimbourg    |

## Acteurs du Tournoi des Six Nations 2025

Participants au Tournoi des Six Nations.

### Joueurs

#### Angleterre
Le 14 janvier 2025, le sélectionneur Steve Borthwick dévoile un groupe de 36 joueurs pour préparer le Tournoi. Maro Itoje est nommé capitaine à la place de Jamie George.
Une semaine après l'annonce de cette liste, cinq joueurs sont forfaits pour le premier rassemblement : Alex Coles, Alex Dombrandt, Jamie George, Alex Mitchell et Jack van Poortvliet. Ils sont remplacés par Arthur Clark, Curtis Langdon, Henry Pollock, Raffi Quirke et Ben Spencer.
Le 4 février, Alex Lozowski est convoqué en remplacement de Cadan Murley blessé.
En préparation de la cinquième journée, Max Ojomoh est intégré au groupe après la blessure d'Ollie Lawrence.
| Entraîneur | Entraîneur             | Steve Borthwick                                                                       |
| Avants     | Pilier                 | Fin Baxter, Ellis Genge, Joe Heyes, Asher Opoku-Fordjour, Bevan Rodd, Will Stuart     |
| Avants     | Talonneur              | Luke Cowan-Dickie, Theo Dan, Jamie George , Curtis Langdon                            |
| Avants     | Deuxième ligne         | Ollie Chessum, Arthur Clark, Alex Coles , Maro Itoje , George Martin                  |
| Avants     | Troisième ligne aile   | Chandler Cunningham-South, Ben Curry, Tom Curry, Ted Hill, Henry Pollock              |
| Avants     | Troisième ligne centre | Alex Dombrandt , Ben Earl, Tom Willis                                                 |
| Arrières   | Demi de mêlée          | Alex Mitchell , Raffi Quirke, Harry Randall, Ben Spencer, Jack van Poortvliet         |
| Arrières   | Demi d'ouverture       | George Ford, Fin Smith, Marcus Smith                                                  |
| Arrières   | Centre                 | Oscar Beard, Fraser Dingwall, Ollie Lawrence , Alex Lozowski, Max Ojomoh, Henry Slade |
| Arrières   | Ailier                 | Elliot Daly, Tommy Freeman, Cadan Murley , Tom Roebuck, Ollie Sleightholme            |
| Arrières   | Arrière                | Freddie Steward                                                                       |

#### Écosse
Le 15 janvier, Gregor Townsend nomme un groupe de 37 joueurs afin de préparer le Tournoi des Six Nations. Sione Tuipulotu est le nouveau capitaine de la sélection.
Cinq jours après l'annonce du groupe, le capitaine Sione Tuipulotu est forcé de déclarer forfait pour l'intégralité de la compétition. Rory Darge et Finn Russell sont alors nommés co-capitaines de l'équipe. De plus, Scott Cummings quitte également le groupe sur blessure.
Le 21 janvier, Dylan Richardson est également forfait pour le Tournoi et remplacé par Arron Reed.
Six jours plus tard, Gregor Townsend appelle cinq nouveaux joueurs : Euan Ferrie, Cameron Henderson, Ewan Johnson, Alexander Masibaka et Ollie Smith ; tandis que Josh Bayliss, blessé et forfait pour la compétition, quitte le groupe.
En vue de la seconde journée, Sam Skinner est ajouté au groupe.
Pour la troisième journée, Ross McCann (en), Ali Price et Cameron Redpath sont convoqués.
Le 3 mars, Nathan McBeth et Ben Muncaster sont sélectionnés pour préparer la quatrième journée.
En préparation de la cinquième journée, Adam Hastings et Kyle Steyn sont appelés.
| Entraîneur | Entraîneur             | Gregor Townsend                                                                                                |
| Avants     | Pilier                 | Jamie Bhatti, Zander Fagerson, Will Hurd, Nathan McBeth, D'Arcy Rae (en), Pierre Schoeman, Rory Sutherland     |
| Avants     | Talonneur              | Ewan Ashman, David Cherry, Patrick Harrison, Dylan Richardson                                                  |
| Avants     | Deuxième ligne         | Scott Cummings , Grant Gilchrist, Jonny Gray, Cameron Henderson, Ewan Johnson, Sam Skinner, Marshall Sykes     |
| Avants     | Troisième ligne aile   | Gregor Brown, Luke Crosbie , Rory Darge , Euan Ferrie, Jamie Ritchie                                           |
| Avants     | Troisième ligne centre | Josh Bayliss , Jack Dempsey, Matt Fagerson, Jack Mann (en) , Alexander Masibaka, Ben Muncaster                 |
| Arrières   | Demi de mêlée          | Jamie Dobie, George Horne , Ali Price, Ben White                                                               |
| Arrières   | Demi d'ouverture       | Fergus Burke, Adam Hastings, Finn Russell                                                                      |
| Arrières   | Centre                 | Matt Currie (en) , Rory Hutchinson, Huw Jones, Tom Jordan, Stafford McDowall, Cameron Redpath, Sione Tuipulotu |
| Arrières   | Ailier                 | Darcy Graham , Ross McCann (en), Arron Reed, Kyle Rowe, Kyle Steyn, Duhan van der Merwe                        |
| Arrières   | Arrière                | Blair Kinghorn, Ollie Smith                                                                                    |

#### France
Le 15 janvier, Fabien Galthié révèle une liste de 42 joueurs pour préparer le Tournoi des Six Nations, le capitanat revenant à Antoine Dupont et Noah Nene étant le seul joueur de Pro D2 présent dans la liste.
Le 19 janvier, Romain Taofifénua est annoncé forfait et est remplacé par Mickaël Guillard dans le groupe, puis le lendemain, Anthony Jelonch, blessé, est remplacé par Romain Taofifénua, finalement apte. Atteint de vertige, Louis Bielle-Biarrey est annoncé incertain pour le rassemblement, et est remplacé numériquement par Killian Tixeront. L'ailier rejoint finalement le groupe le mercredi 22 janvier suivant.
Le 26 janvier, l'encadrement de l'équipe de France met à jour son groupe de 42 joueurs. Rémy Baget, Maxime Baudonne, Dylan Cretin, Louis Le Brun, Temo Matiu, Lenni Nouchi, Alexandre Roumat, Cheikh Tiberghien et Clément Vergé intègrent le groupe tandis que Dorian Aldegheri, Léo Barré (commotion cérébrale), Gaël Dréan, Thibaud Flament (blessure), Antoine Frisch, Matthias Halagahu, Dany Priso, Romain Taofifénua, Killian Tixeront et Gabin Villière quittent celui-ci. Quelques heures après cette annonce, Damian Penaud déclare forfait pour le premier match en raison d'une blessure à l'orteil.
Le 1er février, Tevita Tatafu est le seul nouveau convoqué en préparation de la deuxième journée.
Le 14 février, Thibaud Flament effectue son retour dans le groupe après sa blessure, tout comme Gaël Fickou. Georges-Henri Colombe quitte le groupe et est remplacé par Sipili Falatea. Reda Wardi intègre également l'équipe de France.
Pour préparer la quatrième journée, Pierre Bourgarit et Romain Buros sont convoqués. Le 3 mars, Matthieu Jalibert, Émilien Gailleton et Sipili Falatea sont forfaits pour cette échéance, ils sont remplacés par Marius Domon, Régis Montagne et Hugo Reus dans le groupe.
À la suite des blessures d'Antoine Dupont et de Pierre-Louis Barassi lors de la quatrième journée, Baptiste Serin, Fabien Brau-Boirie et Théo Millet sont appelés le 9 mars pour rejoindre le groupe en vue de préparer le match décisif contre l'Écosse, lors de la cinquième et dernière journée du Tournoi.
| Entraîneur | Entraîneur             | Fabien Galthié |
| Avants     | Pilier                 | Dorian Aldegheri, Uini Atonio, Cyril Baille, Giorgi Beria, Georges-Henri Colombe, Sipili Falatea , Jean-Baptiste Gros, Dany Priso, Régis Montagne, Rabah Slimani, Tevita Tatafu, Reda Wardi |
| Avants     | Talonneur              | Pierre Bourgarit, Maxime Lamothe, Julien Marchand, Peato Mauvaka |
| Avants     | Deuxième ligne         | Hugo Auradou, Joshua Brennan, Thibaud Flament , Mickaël Guillard, Matthias Halagahu, Emmanuel Meafou, Romain Taofifénua, Clément Vergé                                                      |
| Avants     | Troisième ligne aile   | Esteban Abadie, Maxime Baudonne, Paul Boudehent, Dylan Cretin, François Cros, Oscar Jégou, Anthony Jelonch , Temo Matiu, Lenni Nouchi, Killian Tixeront                                     |
| Avants     | Troisième ligne centre | Grégory Alldritt, Marko Gazzotti, Alexandre Roumat |
| Arrières   | Demi de mêlée          | Antoine Dupont , Nolann Le Garrec, Maxime Lucu, Baptiste Serin |
| Arrières   | Demi d'ouverture       | Matthieu Jalibert , Louis Le Brun, Romain Ntamack, Hugo Reus |
| Arrières   | Centre                 | Pierre-Louis Barassi , Fabien Brau-Boirie, Nicolas Depoortère, Gaël Fickou, Antoine Frisch, Émilien Gailleton , Théo Millet, Yoram Moefana, Noah Nene                                       |
| Arrières   | Ailier                 | Théo Attissogbe, Rémy Baget, Louis Bielle-Biarrey, Gaël Dréan, Damian Penaud , Gabin Villière                                                                                               |
| Arrières   | Arrière                | Léo Barré , Romain Buros, Marius Domon, Thomas Ramos, Cheikh Tiberghien |

#### Pays de Galles
Le 13 janvier, Warren Gatland dévoile son groupe de joueurs sélectionnés. Jac Morgan est nommé capitaine.
Le 27 janvier, le pilier non-capé Ben Warren est convoqué dans le groupe.
En préparation de la deuxième journée, Taine Plumtree est convoqué en raison de la blessure d'Aaron Wainwright, qui ne quitte pas le groupe durant sa convalescence, lors du premier match.
En amont de la troisième journée, le sélectionneur Warren Gatland est démis de ses fonctions et remplacé par l'entraîneur de Cardiff Rugby, Matt Sherratt (en), pour la suite du Tournoi. Dès sa prise de fonction, il convoque Gareth Anscombe, Jarrod Evans et Max Llewellyn en remplacement des blessés Owen Watkin et Liam Williams.
Le 25 février, le talonneur Dewi Lake, de retour de blessure, est convoqué en vue de la quatrième journée.
| Entraîneur | Entraîneur             | Warren Gatland puis Matt Sherratt (en)                                                                  |
| Avants     | Pilier                 | Keiron Assiratti, WillGriff John, Kemsley Mathias, Nicky Smith, Gareth Thomas, Henry Thomas, Ben Warren |
| Avants     | Talonneur              | Elliot Dee, Dewi Lake, Evan Lloyd, Sam Parry                                                            |
| Avants     | Deuxième ligne         | Dafydd Jenkins, Will Rowlands, Freddie Thomas, Teddy Williams                                           |
| Avants     | Troisième ligne aile   | James Botham, Jac Morgan , Tommy Reffell, Christ Tshiunza                                               |
| Avants     | Troisième ligne centre | Taulupe Faletau, Taine Plumtree, Aaron Wainwright                                                       |
| Arrières   | Demi de mêlée          | Ellis Bevan, Rhodri Williams, Tomos Williams                                                            |
| Arrières   | Demi d'ouverture       | Gareth Anscombe, Dan Edwards, Jarrod Evans, Ben Thomas                                                  |
| Arrières   | Centre                 | Eddie James, Max Llewellyn, Joe Roberts, Nick Tompkins, Owen Watkin                                     |
| Arrières   | Ailier                 | Josh Adams, Josh Hathaway, Ellis Mee, Tom Rogers                                                        |
| Arrières   | Arrière                | Blair Murray, Liam Williams                                                                             |

#### Irlande
Le 15 janvier, Simon Easterby, sélectionneur intérimaire en l'absence d'Andy Farrell, dévoile le groupe de l'Irlande pour préparer le Tournoi des Six Nations, il est composé de 36 joueurs et Caelan Doris est le capitaine de la sélection.
Le 26 janvier, le pilier Tadhg Furlong est annoncé forfait pour la première journée, Jack Aungier le remplace dans le groupe.
Une semaine plus tard, Thomas Ahern et Shayne Bolton sont convoqués après la première journée du fait des blessures de Joe McCarthy et de Mack Hansen.
Le 16 février, Gavin Coombes, John Hodnett, Diarmuid Mangan, Stuart McCloskey, Jacob Stockdale et Nick Timoney sont ajoutés au groupe afin de couvrir quelques blessures.
Pour préprarer la quatrième journée, Max Deegan, Darragh Murray, Tommy O'Brien et Tom O'Toole sont convoqués.
| Entraîneur | Entraîneur             | Simon Easterby                                                                                                  |
| Avants     | Pilier                 | Jack Aungier, Finlay Bealham, Jack Boyle, Tom Clarkson, Tadhg Furlong , Cian Healy, Tom O'Toole, Andrew Porter  |
| Avants     | Talonneur              | Rob Herring, Rónan Kelleher , Gus McCarthy, Dan Sheehan                                                         |
| Avants     | Deuxième ligne         | Thomas Ahern, Tadhg Beirne, Iain Henderson , Diarmuid Mangan, Joe McCarthy , Darragh Murray, James Ryan         |
| Avants     | Troisième ligne aile   | Ryan Baird, John Hodnett, Cormac Izuchukwu , Peter O'Mahony, Cian Prendergast, Nick Timoney, Josh van der Flier |
| Avants     | Troisième ligne centre | Jack Conan, Gavin Coombes, Max Deegan, Caelan Doris                                                             |
| Arrières   | Demi de mêlée          | Caolin Blade, Jamison Gibson-Park, Conor Murray                                                                 |
| Arrières   | Demi d'ouverture       | Jack Crowley, Sam Prendergast                                                                                   |
| Arrières   | Centre                 | Bundee Aki, Robbie Henshaw, Stuart McCloskey, Jamie Osborne, Garry Ringrose                                     |
| Arrières   | Ailier                 | Shayne Bolton, Mack Hansen , James Lowe, Calvin Nash, Jimmy O'Brien, Tommy O'Brien, Jacob Stockdale             |
| Arrières   | Arrière                | Ciarán Frawley, Hugo Keenan                                                                                     |

#### Italie
Le 15 janvier, Gonzalo Quesada nomme un groupe de 34 joueurs pour préparer le Tournoi des Six Nations. Michele Lamaro est toujours le capitaine de la sélection tandis que Louis Lynagh est forfait pour l'intégralité du Tournoi.
Le 13 février, Mirco Spagnolo et Marco Zanon sont convoqués dans le groupe en vue de la troisième journée.
| Entraîneur | Entraîneur             | Gonzalo Quesada |
| Avants     | Pilier                 | Simone Ferrari, Danilo Fischetti, Muhamed Hasa (en), Marco Riccioni, Luca Rizzoli, Mirco Spagnolo, Giosuè Zilocchi |
| Avants     | Talonneur              | Tommaso Di Bartolomeo (en), Gianmarco Lucchesi, Giacomo Nicotera                                                   |
| Avants     | Deuxième ligne         | Matteo Canali (en), Niccolò Cannone, Riccardo Favretto, Dino Lamb , Federico Ruzza                                 |
| Avants     | Troisième ligne aile   | Alessandro Izekor, Michele Lamaro , Sebastian Negri, Manuel Zuliani                                                |
| Avants     | Troisième ligne centre | Lorenzo Cannone, Ross Vintcent                                                                                     |
| Arrières   | Demi de mêlée          | Alessandro Garbisi, Martin Page-Relo, Stephen Varney                                                               |
| Arrières   | Demi d'ouverture       | Tommaso Allan, Paolo Garbisi                                                                                       |
| Arrières   | Centre                 | Giulio Bertaccini (en), Juan Ignacio Brex, Leonardo Marin, Tommaso Menoncello, Marco Zanon                         |
| Arrières   | Ailier                 | Simone Gesi, Monty Ioane , Jacopo Trulla                                                                           |
| Arrières   | Arrière                | Ange Capuozzo, Matt Gallagher                                                                                      |

### Arbitres
Les arbitres de champ du Tournoi 2025 sont les suivants :
| Rugby Europe | Oceania Rugby                                                                   |
| --- | ------------------------------------------------------------------------------- |
| - Matthew Carley - Karl Dickson - Luke Pearce - Christophe Ridley (en) - Pierre Brousset - Nika Amashukeli - Andrew Brace - Andrea Piardi | - James Doleman (en) - Ben O'Keeffe - Paul Williams - Nic Berry - Angus Gardner |

## Matchs
Le programme pour le Tournoi 2025 est le suivant :
Les heures sont les heures françaises et italiennes, soit dans le fuseau horaire CET (UTC+1).
| 31 janvier 2025 à 21 h 15                 | Stade de France, Saint-Denis   | France  | 43 - 0  | Pays de Galles |
| 1er février à 15 h 15 (Cuttitta Cup)      | Murrayfield Stadium, Édimbourg | Écosse  | 31 - 19 | Italie         |
| 1er février à 17 h 45 (Millennium Trophy) | Aviva Stadium, Dublin          | Irlande | 27 - 22 | Angleterre     |

| 8 février à 15 h 15                    | Stade olympique, Rome          | Italie     | 22 - 15 | Pays de Galles |
| 8 février à 17 h 45 (Trophée Eurostar) | Allianz Stadium, Londres       | Angleterre | 26 - 25 | France         |
| 9 février à 16 h (Centenary Quaich)    | Murrayfield Stadium, Édimbourg | Écosse     | 18 - 32 | Irlande        |

| 22 février à 15 h 15                  | Principality Stadium, Cardiff | Pays de Galles | 18 - 27 | Irlande |
| 22 février à 17 h 45 (Calcutta Cup)   | Allianz Stadium, Londres      | Angleterre     | 16 - 15 | Écosse  |
| 23 février à 16 h (Trophée Garibaldi) | Stade olympique, Rome         | Italie         | 24 - 73 | France  |

| 8 mars à 15 h 15                   | Aviva Stadium, Dublin          | Irlande    | 27 - 42 | France         |
| 8 mars à 17 h 45 (Doddie Weir Cup) | Murrayfield Stadium, Édimbourg | Écosse     | 35 - 29 | Pays de Galles |
| 9 mars à 16 h                      | Allianz Stadium, Londres       | Angleterre | 47 - 24 | Italie         |

| 15 mars à 15 h 15                      | Stade olympique, Rome         | Italie         | 17 - 22 | Irlande    |
| 15 mars à 17 h 45                      | Principality Stadium, Cardiff | Pays de Galles | 14 - 68 | Angleterre |
| 15 mars à 21 h (Trophée Auld Alliance) | Stade de France, Saint-Denis  | France         | 35 - 16 | Écosse     |

## Classement
| Rang | Nation         | J | V | N | D | Em | Ee | Bo | Bd | Pm  | Pe  | Diff | Pts |
| ---- | -------------- | - | - | - | - | -- | -- | -- | -- | --- | --- | ---- | --- |
| 1    | France         | 5 | 4 | 0 | 1 | 30 | 11 | 4  | 1  | 218 | 93  | +125 | 21  |
| 2    | Angleterre     | 5 | 4 | 0 | 1 | 25 | 15 | 3  | 1  | 179 | 105 | +74  | 20  |
| 3    | Irlande T      | 5 | 4 | 0 | 1 | 17 | 14 | 3  | 0  | 135 | 117 | +18  | 19  |
| 4    | Écosse         | 5 | 2 | 0 | 3 | 16 | 14 | 2  | 1  | 115 | 131 | -16  | 11  |
| 5    | Italie         | 5 | 1 | 0 | 4 | 10 | 29 | 0  | 1  | 106 | 188 | -82  | 5   |
| 6    | Pays de Galles | 5 | 0 | 0 | 5 | 10 | 25 | 1  | 2  | 76  | 195 | -119 | 3   |

- Vainqueur du Tournoi
- T : tenant du titre 2024

- Règles d’attribution des points[43] : 
Victoire : 4 points
Match nul : 2 points
Défaite : 0 point
Bonus offensif : 1 point si au moins 4 essais marqués
Bonus défensif : 1 point en cas de défaite avec strictement moins de 8 points d'écart
Grand Chelem (5 victoires) : 3 points
- Règles de classement[44] :
 1 : nombre de points attribués
2 : différence de points générale
3 : nombre d'essais marqués
4 : ex æquo

## Records
De nombreux records ont été battus lors de cette édition 2025 :
- Thomas Ramos dépasse Frédéric Michalak au nombre de points inscrits avec les bleus avec 450 points ;
- Damian Penaud égale le record de Serge Blanco avec 38 essais inscrits en match internationaux avec l'équipe de France ;
- L'équipe de France bat le record d'essais pour une équipe sur une édition avec 30 essais marqués ;
- L'équipe de France bat le record d'essais pour une équipe sur un match du Tournoi avec 11 essais marqués contre l'Italie lors de la troisième journée ;
- L'équipe de France bat le record de points inscrits contre l'Irlande sur un match du tournoi avec 42 points ;
- Louis Bielle-Biarrey égale le record d'essai sur une édition du Tournoi avec 8 essais ;
- Tommy Freeman et Louis Bielle-Biarrey deviennent les septième et huitième joueurs de l'histoire à marquer au moins un essai à chaque match ;
- Gaël Fickou égale le record de matches joués dans le Tournoi de Philippe Sella avec 50 rencontres ;
- Thomas Ramos dépasse Dimitri Yachvili au nombre de points inscrits dans le Tournoi avec 223 points.

## Récompenses et statistiques individuelles

### Meilleur joueur du Tournoi
Quatre joueurs sont nommés pour le titre de meilleur joueur du Tournoi le 17 mars 2025.
| Équipe     | Joueur nommé         | Poste   | Vainqueur            |
| ---------- | -------------------- | ------- | -------------------- |
| Angleterre | Tommy Freeman        | Ailier  | Louis Bielle-Biarrey |
| France     | Louis Bielle-Biarrey | Ailier  | Louis Bielle-Biarrey |
| Italie     | Tommaso Menoncello   | Centre  | Louis Bielle-Biarrey |
| Écosse     | Blair Kinghorn       | Arrière | Louis Bielle-Biarrey |

### Meilleur joueur par journée
| Journée           | Joueur               | Nation      | Poste                  | Actions individuelles |
| ----------------- | -------------------- | ----------- | ---------------------- | --- |
| Première journée  | Grégory Alldritt     | France      | Troisième ligne centre | Auteur d'un essai, dix-neuf plaquages, dix-huit courses et quatre-vingt-dix mètres ballon en main contre le pays de Galles. |
| Deuxième journée  | Sam Prendergast      | Irlande     | Demi d'ouverture       | Auteur de douze points au pied ainsi que d'une passe décisive contre l’Écosse.                                              |
| Troisième journée | Antoine Dupont       | France      | Demi de mêlée          | Auteur contre l’Italie d'un doublé et de trois passes décisives.                                                            |
| Quatrième journée | Louis Bielle-Biarrey | France      | Ailier                 | Auteur de deux essais contre l'Irlande, dont celui élu le plus beau de la quatrième journée.                                |
| Cinquième journée | Non décerné          | Non décerné | Non décerné            | Non décerné |

### Équipe-type de la compétition
Le 20 mars 2025 est annoncée l'équipe du Tournoi des Six Nations.
| Poste                  | Joueurs              | Joueurs              | Joueurs              | Joueurs                   | Joueurs                   | Joueurs                   |
| ---------------------- | -------------------- | -------------------- | -------------------- | ------------------------- | ------------------------- | ------------------------- |
| Arrière                | [15] Blair Kinghorn  | [15] Blair Kinghorn  | [15] Blair Kinghorn  | [15] Blair Kinghorn       | [15] Blair Kinghorn       | [15] Blair Kinghorn       |
| Ailiers                | [14] Tommy Freeman   | [14] Tommy Freeman   | [14] Tommy Freeman   | [11] Louis Bielle-Biarrey | [11] Louis Bielle-Biarrey | [11] Louis Bielle-Biarrey |
| Centres                | [13] Huw Jones       | [13] Huw Jones       | [13] Huw Jones       | [12] Tommaso Menoncello   | [12] Tommaso Menoncello   | [12] Tommaso Menoncello   |
| Charnière              | [10] Fin Smith       | [10] Fin Smith       | [10] Fin Smith       | [9] Antoine Dupont        | [9] Antoine Dupont        | [9] Antoine Dupont        |
| Troisième ligne centre | [8] Grégory Alldritt | [8] Grégory Alldritt | [8] Grégory Alldritt | [8] Grégory Alldritt      | [8] Grégory Alldritt      | [8] Grégory Alldritt      |
| Troisième ligne aile   | [7] Jac Morgan       | [7] Jac Morgan       | [7] Jac Morgan       | [6] Tom Curry             | [6] Tom Curry             | [6] Tom Curry             |
| Deuxième ligne         | [5] Mickaël Guillard | [5] Mickaël Guillard | [5] Mickaël Guillard | [4] Maro Itoje            | [4] Maro Itoje            | [4] Maro Itoje            |
| Piliers                | [3] Will Stuart      | [3] Will Stuart      | [3] Will Stuart      | [1] Andrew Porter         | [1] Andrew Porter         | [1] Andrew Porter         |
| Talonneur              | [2] Dan Sheehan      | [2] Dan Sheehan      | [2] Dan Sheehan      | [2] Dan Sheehan           | [2] Dan Sheehan           | [2] Dan Sheehan           |

### Meilleurs marqueurs
| Rang | Joueur               | Équipe         | Essais |
| ---- | -------------------- | -------------- | ------ |
| 1    | Louis Bielle-Biarrey | France         | 8      |
| 2    | Tommy Freeman        | Angleterre     | 5      |
| 2    | Dan Sheehan          | Irlande        | 5      |
| 4    | Huw Jones            | Écosse         | 4      |
| 5    | Théo Attissogbe      | France         | 3      |
| 5    | Jack Conan           | Irlande        | 3      |
| 5    | Ben Thomas           | Pays de Galles | 3      |
| 5    | Ben White            | Écosse         | 3      |

### Meilleurs réalisateurs
| Rang | Joueur               | Équipe     | Points | Essais | Transf. | Pén. | Drops |
| ---- | -------------------- | ---------- | ------ | ------ | ------- | ---- | ----- |
| 1    | Thomas Ramos         | France     | 71     | 1      | 21      | 8    | 0     |
| 2    | Tommaso Allan        | Italie     | 45     | 0      | 6       | 11   | 0     |
| 3    | Sam Prendergast      | Irlande    | 44     | 0      | 7       | 10   | 0     |
| 4    | Louis Bielle-Biarrey | France     | 40     | 8      | 0       | 0    | 0     |
| 5    | Marcus Smith         | Angleterre | 30     | 1      | 8       | 3    | 0     |
| 6    | Fin Smith            | Angleterre | 29     | 0      | 13      | 1    | 0     |
| 7    | Finn Russell         | Écosse     | 27     | 0      | 9       | 3    | 0     |
| 8    | Tommy Freeman        | Angleterre | 25     | 5      | 0       | 0    | 0     |
| 8    | Dan Sheehan          | Irlande    | 25     | 5      | 0       | 0    | 0     |
| 10   | Huw Jones            | Écosse     | 20     | 4      | 0       | 0    | 0     |

## Première journée

### France - Pays de Galles
(mt 28 - 0)
Homme du match :  Grégory Alldritt
Points marqués :
France :
- 7 essais de Attissogbe (17e, 33e), Bielle-Biarrey (22e, 40e), Marchand (54e), Gailleton (67e) et d'Alldritt (77e)
- 4 transformations de Ramos (18e, 23e, 34e, 40e+1)

Pays de Galles : aucun
Évolution du score : 7-0, 14-0, 21-0, 28-0, m-t, 33-0, 38-0, 43-0
Arbitre :  Paul Williams
Résumé : 
| France · Titulaires · 66e Thomas Ramos 15 · 18e 34e Théo Attissogbe 14 · Pierre-Louis Barassi 13 · Yoram Moefana 12 · 23e 41e Louis Bielle-Biarrey 11 · 69e Romain Ntamack 10 · 49e Antoine Dupont 9 · 78e Grégory Alldritt 8 · Paul Boudehent 7 · 60e François Cros 6 · 49e Emmanuel Meafou 5 · 49e Alexandre Roumat 4 · 49e Uini Atonio 3 · 49e Peato Mauvaka 2 · 49e Jean-Baptiste Gros 1 · Remplaçants · 49e 55e Julien Marchand 16 · 49e Cyril Baille 17 · 49e Georges-Henri Colombe 18 · 49e Hugo Auradou 19 · 49e Mickaël Guillard 20 · 60e Oscar Jégou 21 · 49e Nolann Le Garrec 22 · 66e 68e Émilien Gailleton 23 · Entraîneur · Fabien Galthié |  |  |  | Pays de Galles · Titulaires · 15 Liam Williams · 14 Tom Rogers 61e · 13 Nick Tompkins · 12 Owen Watkin 26e · 11 Josh Adams · 10 Ben Thomas · 9 Tomos Williams 70e · 8 Aaron Wainwright 3e · 7 Jac Morgan · 6 James Botham 63e · 5 Dafydd Jenkins · 4 Will Rowlands · 3 Henry Thomas 45e · 2 Evan Lloyd 30e à 40e 45e · 1 Gareth Thomas 45e · Remplaçants · 16 Elliot Dee 37e 40e 45e · 17 Nicky Smith 45e · 18 Keiron Assiratti 45e · 19 Freddie Thomas 63e 76e · 20 Tommy Reffell 3e 37e 40e · 21 Rhodri Williams 70e · 22 Dan Edwards 26e · 23 Blair Murray 61e · Entraîneur · Warren Gatland |

### Écosse - Italie
(mt 19 - 9)
Homme du match :  Huw Jones
Points marqués :
Écosse :
- 5 essais de Jones (8e, 60e, 65e), Darge (3e) et de White (28e)
- 3 transformations de Russell (4e, 9e, 61e)

Italie :
- 1 essai de Brex (45e)
- 1 transformation d'Allan (46e)
- 4 pénalités d'Allan (20e, 23e, 38e, 43e)

Évolution du score : , 7-0, 14-0, 14-3, 14-6, 19-6, 19-9, m-t, 19-12, 19-19, 26-19, 31-19
Arbitre :  Karl Dickson
Résumé : 
| Écosse · Titulaires · Blair Kinghorn 15 · 72e Darcy Graham 14 · 8e 60e 65e Huw Jones 13 · 56e Stafford McDowall 12 · Duhan van der Merwe 11 · Finn Russell 10 · 28e 56e Ben White 9 · Matt Fagerson 8 · 3e Rory Darge 7 · 50e Jamie Ritchie 6 · Grant Gilchrist 5 · 56e Jonny Gray 4 · 68e Zander Fagerson 3 · 50e David Cherry 2 · 51e Pierre Schoeman 1 · Remplaçants · 50e Ewan Ashman 16 · 51e Rory Sutherland 17 · 68e Will Hurd 18 · 56e Gregor Brown 19 · 50e Jack Dempsey 20 · 56e George Horne 21 · 56e Tom Jordan 22 · 72e Kyle Rowe 23 · Entraîneur · Gregor Townsend |  |  |  | Italie · Titulaires · 15 Tommaso Allan · 14 Ange Capuozzo · 13 Juan Ignacio Brex 45e · 12 Tommaso Menoncello · 11 Monty Ioane 67e · 10 Paolo Garbisi · 9 Martin Page-Relo 62e · 8 Lorenzo Cannone 54e · 7 Michele Lamaro 62e · 6 Sebastian Negri · 5 Federico Ruzza 42e 54e · 4 Dino Lamb 54e · 3 Simone Ferrari 50e · 2 Giacomo Nicotera 51e · 1 Danilo Fischetti 67e · Remplaçants · 16 Gianmarco Lucchesi 51e · 17 Luca Rizzoli 67e · 18 Marco Riccioni 50e · 19 Niccolò Cannone 42e · 20 Manuel Zuliani 62e · 21 Ross Vintcent 54e · 22 Alessandro Garbisi 62e · 23 Simone Gesi 67e · Entraîneur · Gonzalo Quesada |

### Irlande - Angleterre
(mt 5 - 10)
Homme du match :  Jamison Gibson-Park
Points marqués :
Irlande :
- 4 essais de Gibson-Park (34e), Aki (51e), Beirne (63e) et de Sheehan (71e)
- 2 transformations de Crowley (64e, 72e)
- 1 pénalité de Prendergast (55e)

Angleterre :
- 3 essais de Murley (8e), T. Curry (75e) et de Freeman (80e+1)
- 2 transformations de M. Smith (9e, 80e+1)
- 1 pénalité de M. Smith (40e)

Évolution du score : 0-7, 5-7, 5-10, m-t, 10-10, 13-10, 20-10, 27-10, 27-15, 27-22
Arbitre :  Ben O'Keeffe
Résumé : Le 28 janvier 2025, l'Angleterre est la première équipe de la compétition à dévoiler sa composition d'équipe. Le sélectionneur Steve Borthwick choisit de titulariser l'ailier Cadan Murley qui ne compte aucune cape internationale. Les jumeaux Ben et Tom Curry sont titularisés ensemble pour la première fois en sélection nationale. Maro Itoje est le nouveau capitaine de l'équipe.
| Irlande · Titulaires · Hugo Keenan 15 · 3e 16e Mack Hansen 14 · Garry Ringrose 13 · 51e 57e Bundee Aki 12 · James Lowe 11 · 58e Sam Prendergast 10 · 34e 74e Jamison Gibson-Park 9 · Caelan Doris 8 · Josh van der Flier 7 · 49e Ryan Baird 6 · 63e Tadhg Beirne 5 · 61e James Ryan 4 · Finlay Bealham 3 · 49e Rónan Kelleher 2 · 73e Andrew Porter 1 · Remplaçants · 49e 71e Dan Sheehan 16 · 73e Cian Healy 17 · 58e Tom Clarkson 18 · 61e Iain Henderson 19 · 49e Jack Conan 20 · 74e Conor Murray 21 · 58e Jack Crowley 22 · 3e 16e 57e Robbie Henshaw 23 · Entraîneur · Simon Easterby |  |  |  | Angleterre · Titulaires · 15 Freddie Steward 64e · 14 Tommy Freeman 81e · 13 Ollie Lawrence · 12 Henry Slade · 11 Cadan Murley 8e · 10 Marcus Smith 25e à 35e · 9 Alex Mitchell 64e · 8 Ben Earl 55e · 7 Ben Curry 59e · 6 Tom Curry 75e · 5 George Martin 59e · 4 Maro Itoje · 3 Will Stuart 37e 40e 49e 59e 70e · 2 Luke Cowan-Dickie 55e · 1 Ellis Genge 70e · Remplaçants · 16 Theo Dan 55e · 17 Fin Baxter 70e · 18 Joe Heyes 37e 40e 49e 59e 70e · 19 Ollie Chessum 59e · 20 Chandler Cunningham-South 59e · 21 Tom Willis 55e · 22 Harry Randall 64e · 23 Fin Smith 64e · Entraîneur · Steve Borthwick |

## Deuxième journée

### Italie - Pays de Galles
(mt 16 - 3)
Homme du match :  Lorenzo Cannone
Points marqués :
Italie :
- 1 essai de Capuozzo (20e)
- 1 transformation d'Allan (21e)
- 5 pénalités d'Allan (7e, 29e, 34e, 61e, 74e)

Pays de Galles :
- 2 essais de Wainwright (69e) et de pénalité (79e)
- 1 pénalité de B. Thomas (17e)

Évolution du score : 3-0, 3-3, 10-3, 13-3, 16-3, m-t, 19-3, 19-8, 22-8, 22-15
Arbitre :  Matthew Carley
Résumé : 
| Italie · Titulaires · 74e Tommaso Allan 15 · 20e Ange Capuozzo 14 · Juan Ignacio Brex 13 · Tommaso Menoncello 12 · Monty Ioane 11 · 59e 69e Paolo Garbisi 10 · 69e Martin Page-Relo 9 · Lorenzo Cannone 8 · 67e Michele Lamaro 7 · 62e Sebastian Negri 6 · 62e Federico Ruzza 5 · Niccolò Cannone 4 · 53e Simone Ferrari 3 · 53e Giacomo Nicotera 2 · 67e Danilo Fischetti 1 · Remplaçants · 53e Gianmarco Lucchesi 16 · 67e Luca Rizzoli 17 · 53e 78e Marco Riccioni 18 · 62e 79e Dino Lamb 19 · 67e Manuel Zuliani 20 · 62e Ross Vintcent 21 · 69e Alessandro Garbisi 22 · 59e 69e 74e Jacopo Trulla 23 · Entraîneur · Gonzalo Quesada |  |  |  | Pays de Galles · Titulaires · 15 Blair Murray · 14 Tom Rogers 62e · 13 Nick Tompkins 17e 28e · 12 Eddie James · 11 Josh Adams 59e à 69e · 10 Ben Thomas 49e · 9 Tomos Williams 67e · 8 Taulupe Faletau · 7 Jac Morgan · 6 James Botham 58e · 5 Freddie Thomas · 4 Will Rowlands 58e · 3 Henry Thomas 45e · 2 Evan Lloyd 45e · 1 Gareth Thomas 45e · Remplaçants · 16 Elliot Dee 45e · 17 Nicky Smith 45e · 18 Keiron Assiratti 45e · 19 Teddy Williams 58e · 20 Aaron Wainwright 58e 69e · 21 Rhodri Williams 67e · 22 Dan Edwards 49e · 23 Josh Hathaway 17e 28e 62e · Entraîneur · Warren Gatland |

### Angleterre - France
(mt 7 - 7)
Homme du match :  Fin Smith
Points marqués :
Angleterre :
- 4 essais de Lawrence (35e), Freeman (57e), Baxter (69e) et de Daly (78e)
- 3 transformations de M. Smith (35e) et de F. Smith (70e, 79e)

France :
- 3 essais de Bielle-Biarrey (29e, 74e) et de Penaud (60e)
- 2 transformations de Ramos (30e, 75e)
- 2 pénalités de Ramos (49e, 55e)

Évolution du score : 0-7, 7-7, m-t, 7-10, 7-13, 12-13, 12-18, 19-18, 19-25, 26-25
Arbitre :  Nika Amashukeli
Résumé : 
| Angleterre · Titulaires · Marcus Smith 15 · 57e Tommy Freeman 14 · 35e Ollie Lawrence 13 · 75e Henry Slade 12 · Ollie Sleightholme 11 · Fin Smith 10 · Alex Mitchell 9 · 53e Tom Willis 8 · Ben Earl 7 · Tom Curry 6 · 61e George Martin 5 · Maro Itoje 4 · 58e Will Stuart 3 · 61e Luke Cowan-Dickie 2 · 51e Ellis Genge 1 · Remplaçants · 61e Jamie George 16 · 51e 69e Fin Baxter 17 · 58e Joe Heyes 18 · 61e Ollie Chessum 19 · 53e Ben Curry 20 · Chandler Cunningham-South 21 · Harry Randall 22 · 75e 78e Elliot Daly 23 · Entraîneur · Steve Borthwick |  |  |  | France · Titulaires · 15 Thomas Ramos · 14 Damian Penaud 60e · 13 Pierre-Louis Barassi · 12 Yoram Moefana · 11 Louis Bielle-Biarrey 29e 74e · 10 Matthieu Jalibert 66e · 9 Antoine Dupont · 8 Grégory Alldritt · 7 Paul Boudehent 49e · 6 François Cros · 5 Emmanuel Meafou 66e · 4 Alexandre Roumat 49e · 3 Uini Atonio 56e · 2 Peato Mauvaka 56e · 1 Jean-Baptiste Gros 56e · Remplaçants · 16 Julien Marchand 56e · 17 Cyril Baille 56e · 18 Georges-Henri Colombe 56e · 19 Hugo Auradou 49e · 20 Mickaël Guillard 66e · 21 Oscar Jégou 49e · 22 Nolann Le Garrec 66e · 23 Émilien Gailleton · Entraîneur · Fabien Galthié |

### Écosse - Irlande
(mt 5 - 17)
Homme du match :  Sam Prendergast
Points marqués :
Écosse :
- 2 essais de van der Merwe (40e) et de Ben White (75e)
- 1 transformation de Kinghorn (75e)
- 2 pénalités de Kinghorn (42e, 48e)

Irlande :
- 4 essais de Nash (7e), Doris (30e), Lowe (53e) et de Conan (58e)
- 3 transformations de Prendergast (8e, 31e, 54e)
- 2 pénalités de Prendergast (22e, 69e)

Évolution du score : 0-7, 0-10, 0-17, 5-17, m-t, 8-17, 11-17, 11-24, 11-29, 11-32, 18-32
Arbitre :  James Doleman (en)
Résumé : 
| Écosse · Titulaires · Blair Kinghorn 15 · 21e Darcy Graham 14 · Huw Jones 13 · Tom Jordan 12 · 13e à 23e 40e Duhan van der Merwe 11 · 21e Finn Russell 10 · 75e Ben White 9 · 60e Jack Dempsey 8 · Rory Darge 7 · Matt Fagerson 6 · 67e Grant Gilchrist 5 · 47e Jonny Gray 4 · 67e Zander Fagerson 3 · 47e David Cherry 2 · 47e Rory Sutherland 1 · Remplaçants · 47e Ewan Ashman 16 · 47e Pierre Schoeman 17 · 67e Will Hurd 18 · 67e Sam Skinner 19 · 47e Gregor Brown 20 · 60e Jamie Ritchie 21 · 21e Jamie Dobie 22 · 21e Stafford McDowall 23 · Entraîneur · Gregor Townsend |  |  |  | Irlande · Titulaires · 15 Hugo Keenan · 14 Calvin Nash 7e 64e · 13 Robbie Henshaw · 12 Bundee Aki 57e · 11 James Lowe 53e · 10 Sam Prendergast · 9 Jamison Gibson-Park 68e · 8 Caelan Doris 30e · 7 Josh van der Flier · 6 Peter O'Mahony 51e · 5 Tadhg Beirne 9e 18e · 4 James Ryan 64e · 3 Finlay Bealham 60e · 2 Rónan Kelleher 40e · 1 Andrew Porter 69e · Remplaçants · 16 Dan Sheehan 40e · 17 Cian Healy 69e · 18 Tom Clarkson 60e · 19 Ryan Baird 9e 13e 64e · 20 Jack Conan 13e 18e 51e 58e · 21 Conor Murray 68e · 22 Jack Crowley 64e · 23 Garry Ringrose 57e · Entraîneur · Simon Easterby |

## Troisième journée

### Pays de Galles - Irlande
(mt 13 - 10)
Homme du match :  Jamison Gibson-Park
Points marqués :
Pays de Galles :
- 2 essais de Morgan (40e+3) et de Rogers (43e)
- 1 transformation de Anscombe (40e+4)
- 2 pénalités de Anscombe (23e, 35e)

Irlande :
- 2 essais de Conan (7e) et de Osborne (56e)
- 1 transformation de Prendergast (8e)
- 5 pénalités de Prendergast (21e, 49e, 67e, 70e, 78e)

Évolution du score : 0-7, 0-10, 3-10, 6-10, 13-10, m-t, 18-10, 18-13, 18-18, 18-21, 18-24, 18-27
Arbitre :  Christophe Ridley (en)
Résumé : Après quatorze défaites consécutives, le sélectionneur du pays de Galles, Warren Gatland quitte son poste de sélectionneur d'un commun accord avec la fédération galloise le mardi 11 février. Il est remplacé par l'entraineur de Cardiff Rugby, Matt Sherratt (en). Ce dernier remanie largement l'équipe nationale en vue du choc face à l'Irlande. On compte neuf changements dont cinq à l'avant et quatre à l'arrière avec le retour de Gareth Anscombe à l'ouverture ou de Max Llewellyn au centre ainsi que la première sélection d'Ellis Mee.
L'Irlande fait également de nombreux changements par rapport au match précédent. Tom Clarkson, Jack Conan, Jamie Osborne, Garry Ringrose et Dan Sheehan sont titularisés, ce dernier prenant aussi le brassard de capitaine en l'absence de Caelan Doris, blessé. Mack Hansen et Joe McCarthy reviennent de blessure tandis que Finlay Bealham, James Ryan et Bundee Aki passent de titulaire à remplaçant. Le pilier remplaçant Jack Boyle est pour la première fois retenu sur une feuille de match avec l'Irlande. Pour la première fois de l'histoire, la confrontation entre le pays de Galles et l'Irlande voit le XV du Trèfle arborer un maillot blanc en accord avec les recommandations de World Rugby pour le confort des spectateurs daltoniens.
| Pays de Galles · Titulaires · Blair Murray 15 · 43e 63e Tom Rogers 14 · Max Llewellyn 13 · Ben Thomas 12 · Ellis Mee 11 · 53e Gareth Anscombe 10 · Tomos Williams 9 · Taulupe Faletau 8 · 57e Tommy Reffell 7 · 40+3e Jac Morgan 6 · Dafydd Jenkins 5 · 72e Will Rowlands 4 · 53e WillGriff John 3 · 74e Elliot Dee 2 · 19e 31e 62e Nicky Smith 1 · Remplaçants · 74e Evan Lloyd 16 · 19e 31e 62e Gareth Thomas 17 · 53e Henry Thomas 18 · 72e Teddy Williams 19 · 57e Aaron Wainwright 20 · Rhodri Williams 21 · 53e Jarrod Evans 22 · 63e Joe Roberts 23 · Entraîneur · Matt Sherratt (en) |  |  |  | Irlande · Titulaires · 15 Jamie Osborne 73e · 14 Mack Hansen 19e · 13 Garry Ringrose 32e 52e · 12 Robbie Henshaw · 11 James Lowe · 10 Sam Prendergast · 9 Jamison Gibson-Park 79e · 8 Jack Conan 7e 44e · 7 Josh van der Flier · 6 Peter O'Mahony · 5 Tadhg Beirne · 4 Joe McCarthy 40e 50e 65e · 3 Tom Clarkson 49e · 2 Dan Sheehan 75e · 1 Andrew Porter 71e · Remplaçants · 16 Gus McCarthy 75e · 17 Jack Boyle 71e · 18 Finlay Bealham 49e · 19 James Ryan 40e 50e 65e · 20 Ryan Baird 44e · 21 Conor Murray 79e · 22 Jack Crowley 73e · 23 Bundee Aki 52e · Entraîneur · Simon Easterby |

### Angleterre - Écosse
(mt 7 - 10)
Homme du match :  Duhan van der Merwe
Points marqués :
Angleterre :
- 1 essai de Freeman (9e)
- 1 transformation de M. Smith (10e)
- 3 pénalités de M. Smith (56e, 67e) et de F. Smith (70e)

Écosse :
- 3 essais de White (4e), Jones (19e) et de van der Merwe

Évolution du score : 0-5, 7-5, 7-10, m-t, 10-10, 13-10, 16-10, 16-15 
Arbitre :  Pierre Brousset
Résumé : Côté anglais, Steve Borthwick n'effectue qu'un seul changement dans ses 23 joueurs qui ont participé au succès contre le XV de France : Ollie Chessum prend la place de George Martin dans le XV de départ, tandis que ce dernier rejoint le banc des remplaçants, avant de devoir laisser sa place à Ted Hill en raison d'une blessure au genou.
| Angleterre · Titulaires · Marcus Smith 15 · 9e Tommy Freeman 14 · Henry Slade 13 · Ollie Lawrence 12 · 45e Ollie Sleightholme 11 · Fin Smith 10 · 62e Alex Mitchell 9 · 37e Tom Willis 8 · Ben Earl 7 · 47e Tom Curry 6 · 80e Ollie Chessum 5 · Maro Itoje 4 · 71e Will Stuart 3 · 45e Luke Cowan-Dickie 2 · 58e Ellis Genge 1 · Remplaçants · 45e Jamie George 16 · 58e Fin Baxter 17 · 71e Joe Heyes 18 · 80e Ted Hill 19 · 47e Chandler Cunningham-South 20 · 37e Ben Curry 21 · 62e Harry Randall 22 · 45e Elliot Daly 23 · Entraîneur · Steve Borthwick |  |  |  | Écosse · Titulaires · 15 Blair Kinghorn · 14 Kyle Rowe · 13 Huw Jones 19e 65e · 12 Tom Jordan · 11 Duhan van der Merwe 79e · 10 Finn Russell · 9 Ben White 4e 65e · 8 Jack Dempsey 55e · 7 Rory Darge · 6 Jamie Ritchie · 5 Grant Gilchrist 71e · 4 Jonny Gray 62e · 3 Zander Fagerson 77e · 2 David Cherry 55e · 1 Pierre Schoeman 71e · Remplaçants · 16 Ewan Ashman 55e · 17 Jamie Bhatti 71e · 18 Will Hurd 77e · 19 Sam Skinner 62e · 20 Gregor Brown 71e · 21 Matt Fagerson 55e · 22 Jamie Dobie 65e · 23 Stafford McDowall 65e · Entraîneur · Gregor Townsend |

### Italie - France
(mt 17 - 35)
Homme du match :  Antoine Dupont
Points marqués :
Italie :
- 3 essais de Menoncello (11e), Brex (28e) et de P. Garbisi (61e)
- 3 transformations d'Allan (12e, 29e) et de P. Garbisi (62e)
- 1 pénalité d'Allan (18e)

France :
- 11 essais de Guillard (14e), Mauvaka (21e), Dupont (24e, 54e), Boudehent (30e), Barré (39e, 65e), Alldritt (45e), Bielle-Biarrey (50e), Attissogbe (76e) et de Barassi (80e)
- 9 transformations de Ramos (15e, 22e, 25e, 31e, 40e, 46e, 55e, 66e) et de Lucu (77e)

Évolution du score : 7-0, 7-7, 10-7, 10-14, 10-21, 17-21, 17-28, 17-35, m-t, 17-42, 17-47, 17-54, 24-54, 24-61, 24-68, 24-73
Arbitre :  Karl Dickson
Résumé : L'équipe de France reste similaire aux rencontres précédentes mais avec plusieurs changements. En deuxième ligne, Emmanuel Meafou, grippé, est forfait et suppléé par Mickaël Guillard tandis que, revenant de blessure, Thibaud Flament relègue Alexandre Roumat sur le banc et Romain Taofifénua prend la place d'Hugo Auradou comme finisseur. Au poste de demi d'ouverture, Matthieu Jalibert est indisponible car malade. Thomas Ramos est repositionné à l'ouverture tandis que Léo Barré prend place à l'arrière. Georges-Henri Colombe, Damian Penaud et Nolann Le Garrec sont respectivement remplacés par Dorian Aldegheri, Théo Attissogbe et Maxime Lucu. Enfin, on note la composition d'un banc avec sept avants et un arrière, pour la première fois de l'histoire du XV de France, qui permet la réintégration d'Anthony Jelonch en tant que remplaçant.
| Italie · Titulaires · 54e Tommaso Allan 15 · Ange Capuozzo 14 · 27e Juan Ignacio Brex 13 · 10e Tommaso Menoncello 12 · Simone Gesi 11 · 60e Paolo Garbisi 10 · 58e Martin Page-Relo 9 · 54e Lorenzo Cannone 8 · 61e Michele Lamaro 7 · 48e 61e Sebastian Negri 6 · Federico Ruzza 5 · 72e Niccolò Cannone 4 · 45e Simone Ferrari 3 · 45e Gianmarco Lucchesi 2 · 16e Danilo Fischetti 1 · Remplaçants · 45e Giacomo Nicotera 16 · 16e Mirco Spagnolo 17 · 45e Giosuè Zilocchi 18 · 72e Riccardo Favretto 19 · 48e Manuel Zuliani 20 · 54e Ross Vintcent 21 · 58e Alessandro Garbisi 22 · 54e Jacopo Trulla 23 · Entraîneur · Gonzalo Quesada |  |  |  | France · Titulaires · 15 Léo Barré 38e 64e · 14 Théo Attissogbe 75e · 13 Pierre-Louis Barassi 79e · 12 Yoram Moefana · 11 Louis Bielle-Biarrey 49e · 10 Thomas Ramos 67e · 9 Antoine Dupont 23e 53e · 8 Grégory Alldritt 44e 48e · 7 Paul Boudehent 29e 48e · 6 François Cros · 5 Mickaël Guillard 13e 48e · 4 Thibaud Flament 65e · 3 Uini Atonio 48e · 2 Peato Mauvaka 20e 48e · 1 Jean-Baptiste Gros 48e · Remplaçants · 16 Julien Marchand 48e · 17 Cyril Baille 48e · 18 Dorian Aldegheri 48e · 19 Romain Taofifénua 48e · 20 Alexandre Roumat 65e · 21 Oscar Jégou 48e · 22 Anthony Jelonch 48e · 23 Maxime Lucu 67e · Entraîneur · Fabien Galthié |

## Quatrième journée

### Irlande - France
(mt 6 - 8)
Homme du match :  Louis Bielle-Biarrey
Points marqués : 
Irlande :
- 3 essais de Sheehan (43e), Healy (77e), Conan (80e+1)
- 3 transformations de Prendergast (44e, 78e, 80e+2)
- 2 pénalités de Prendergast (35e, 40e+2)

France :
- 5 essais de Bielle-Biarrey (21e, 50e), Boudehent (47e), Jégou (59e), Penaud (75e)
- 4 transformations de Ramos (47e, 51e, 60e, 76e)
- 3 pénalités de Ramos (36e, 56e, 68e)

Évolution du score : 0-5, 3-5, 3-8, 6-8, m-t, 13-8, 13-15, 13-22, 13-25, 13-32, 13-35, 13-42, 20-42, 27-42
Arbitre :  Angus Gardner
Résumé : 
| Irlande · Titulaires · Hugo Keenan 15 · Jamie Osborne 14 · Robbie Henshaw 13 · 56e Bundee Aki 12 · 46e à 56e Calvin Nash 11 · Sam Prendergast 10 · 69e Jamison Gibson-Park 9 · 65e 76e Caelan Doris 8 · 49e 65e 76e Josh van der Flier 7 · 49e Peter O'Mahony 6 · Tadhg Beirne 5 · 20e à 30e 58e Joe McCarthy 4 · 60e Finlay Bealham 3 · 43e 69e Dan Sheehan 2 · 69e Andrew Porter 1 · Remplaçants · 69e Rob Herring 16 · 69e 77e Cian Healy 17 · 60e Tom Clarkson 18 · 58e James Ryan 19 · 49e 80+1e Jack Conan 20 · 49e Ryan Baird 21 · 69e Conor Murray 22 · 56e Jack Crowley 23 · Entraîneur · Simon Easterby |  |  |  | France · Titulaires · 15 Thomas Ramos · 14 Damian Penaud 75e · 13 Pierre-Louis Barassi 47e · 12 Yoram Moefana · 11 Louis Bielle-Biarrey 21e 50e · 10 Romain Ntamack · 9 Antoine Dupont 29e · 8 Grégory Alldritt 49e · 7 Paul Boudehent 47e · 6 François Cros 74e · 5 Mickaël Guillard 49e · 4 Thibaud Flament 76e · 3 Uini Atonio 49e · 2 Peato Mauvaka 49e · 1 Jean-Baptiste Gros 49e · Remplaçants · 16 Julien Marchand 49e · 17 Cyril Baille 49e · 18 Dorian Aldegheri 49e · 19 Emmanuel Meafou 49e · 20 Hugo Auradou 76e · 21 Oscar Jégou 47e 59ee · 22 Anthony Jelonch 49e · 23 Maxime Lucu 29e · Entraîneur · Fabien Galthié |

### Écosse - Pays de Galles
(mt 28 - 8)
Homme du match :  Blair Kinghorn
Points marqués :
Écosse :
- 5 essais de Kinghorn (5e, 48e), Jordan (11e, 33e), Graham (27e)
- 5 transformations de Russell (6e, 12e, 28e, 34e, 49e)

Pays de Galles :
- 4 essais de Murray (24e), B. Thomas (61e), Te. Williams (68e), Llewellyn (80e+4)
- 3 transformation d'Evans (62e, 69e, 80e+5)
- 1 pénalité d'Anscombe (3e)

Évolution du score : 0-3, 7-3, 14-3, 14-8, 21-8, 28-8, m-t, 35-8, 35-15, 35-22, 35-29
Arbitre :  Andrea Piardi
Résumé : Côté gallois, le sélectionneur Matt Sherratt (en) reconduit le même XV de départ que la journée précédente. Sur le banc, le talonneur Dewi Lake, de retour de blessure, intègre la feuille de match, tout comme le pilier droit Keiron Assiratti.
Pour les Écossais, le seul changement dans les titulaires est le retour de Darcy Graham. Sur le banc, Rory Sutherland, George Horne et Kyle Rowe font leur apparition.
| Écosse · Titulaires · 5e 48e Blair Kinghorn 15 · 27e 67e Darcy Graham 14 · Huw Jones 13 · 11e 33e Tom Jordan 12 · Duhan van der Merwe 11 · 62e Finn Russell 10 · 56e Ben White 9 · Jack Dempsey 8 · 36e Rory Darge 7 · Jamie Ritchie 6 · Grant Gilchrist 5 · 67e Jonny Gray 4 · 62e Zander Fagerson 3 · 56e David Cherry 2 · 62e Pierre Schoeman 1 · Remplaçants · 56e Ewan Ashman 16 · 62e Rory Sutherland 17 · 62e Will Hurd 18 · 67e Gregor Brown 19 · 36e Matt Fagerson 20 · 56e George Horne 21 · 62e Stafford McDowall 22 · 67e Kyle Rowe 23 · Entraîneur · Gregor Townsend |  |  |  | Pays de Galles · Titulaires · 15 Blair Murray 24e · 14 Tom Rogers 10e · 13 Max Llewellyn 80+4e · 12 Ben Thomas 61e · 11 Ellis Mee · 10 Gareth Anscombe 56e · 9 Tomos Williams 69e · 8 Taulupe Faletau · 7 Tommy Reffell 36e 41e 46e · 6 Jac Morgan · 5 Dafydd Jenkins · 4 Will Rowlands 63e · 3 WillGriff John 31e à 41e 46e · 2 Elliot Dee 46e · 1 Nicky Smith 56e · Remplaçants · 16 Dewi Lake 46e · 17 Gareth Thomas 56e · 18 Keiron Assiratti 36e 41e 46e · 19 Teddy Williams 63e 68e · 20 Aaron Wainwright 46e · 21 Rhodri Williams 69e · 22 Jarrod Evans 56e · 23 Joe Roberts 10e · Entraîneur · Matt Sherratt (en) |

### Angleterre - Italie
(mt 21 - 17)
Homme du match :  Ollie Chessum
Points marqués :
Angleterre :
- 7 essais de Willis (4e), Freeman (27e), Sleightholme (35e, 52e), M. Smith (44e), T. Curry (47e), Earl (80e+1)
- 6 transformations de F. Smith (5e, 28e, 36e, 45e, 48e, 53e)

Italie :
- 3 essais de Capuozzo (14e), Vintcent (31e), Menoncello (71e)
- 3 transformations de P. Garbisi (15e, 32e, 72e)
- 1 pénalité de P. Garbisi

Évolution du score : 7-0, 7-7, 14-7, 14-14, 21-14, 21-17 m-t, 28-17, 35-17, 42-17, 42-24, 47-24 
Arbitre :  Andrew Brace
Résumé : Par rapport à la troisième journée, le XV de la Rose titularise Jamie George pour sa centième cape internationale, tandis que Marcus Smith est relégué sur le banc au profit d'Elliot Daly. Le centre Fraser Dingwall est également titulaire à la place d'Henry Slade qui sort de la feuille de match. Sur le banc, Jack van Poortvliet remplace Harry Randall.
Deux semaines après sa sévère défaite contre le XV de France, l'Italie effectue six changements dans son XV de départ : Matt Gallagher, Monty Ioane, Giacomo Nicotera, Marco Riccioni, Stephen Varney et Ross Vintcent sont titularisés.
| Angleterre · Titulaires · Elliot Daly 15 · 27e Tommy Freeman 14 · 9e Ollie Lawrence 13 · 74e Fraser Dingwall 12 · 35e 52e Ollie Sleightholme 11 · Fin Smith 10 · 64e Alex Mitchell 9 · 4e 45e Tom Willis 8 · 51e 61e 80+1e Ben Earl 7 · 47e 56e Tom Curry 6 · Ollie Chessum 5 · Maro Itoje 4 · 60e Will Stuart 3 · 54e Jamie George 2 · 60e Ellis Genge 1 · Remplaçants · 54e Luke Cowan-Dickie 16 · 60e Fin Baxter 17 · 60e Joe Heyes 18 · 56e 61e 74e Ted Hill 19 · 51e Chandler Cunningham-South 20 · 45e Ben Curry 21 · 64e Jack van Poortvliet 22 · 9e 44e Marcus Smith 23 · Entraîneur · Steve Borthwick |  |  |  | Italie · Titulaires · 15 Ange Capuozzo 14e 71e 77e · 14 Monty Ioane · 13 Juan Ignacio Brex · 12 Tommaso Menoncello 71e · 11 Matt Gallagher 77e · 10 Paolo Garbisi · 9 Stephen Varney 56e · 8 Ross Vintcent 31e 51e · 7 Michele Lamaro 51e · 6 Sebastian Negri · 5 Federico Ruzza · 4 Niccolò Cannone · 3 Marco Riccioni 47e · 2 Giacomo Nicotera 51e · 1 Danilo Fischetti 60e · Remplaçants · 16 Gianmarco Lucchesi 51e · 17 Mirco Spagnolo 60e · 18 Simone Ferrari 47e · 19 Riccardo Favretto 69e · 20 Manuel Zuliani 51e · 21 Lorenzo Cannone 51e · 22 Martin Page-Relo 56e · 23 Tommaso Allan 71e · Entraîneur · Gonzalo Quesada |

## Cinquième journée

### Italie - Irlande
(mt 10 - 12)
Homme du match :  Dan Sheehan
Points marqués :
Italie :
- 2 essais de Ioane (11e) et de Varney (63e)
- 2 transformation d'Allan (12e, 63e)
- 1 pénalité d'Allan (32e)

Irlande :
- 4 essais de Keenan (23e) et de Sheehan (39e, 46e, 57e)
- 1 transformation de Crowley (23e)

Évolution du score : 7-0, 7-7, 10-7, 10-12 m-t, 10-17, 10-22, 17-22, - 
Arbitre :  Luke Pearce
Résumé : À la suite de son revers lors de la quatrième journée, l'Irlande effectue plusieurs changements. Le demi d'ouverture titulaire Sam Prendergast est remplacé par Jack Crowley tandis que James Ryan est promu titulaire à la place de Joe McCarthy. Bundee Aki fait quant à lui les frais du retour de suspension de Garry Ringrose. Les deux ailiers sont également changés avec les retours de Mack Hansen et James Lowe. De plus, Peter O'Mahony est remplacé par Jack Conan dans le XV de départ. Sur le banc, outre Bundee Aki, Joe McCarthy, Peter O'Mahony et Sam Prendergast, la première ligne remplaçante est changée avec Jack Boyle, Gus McCarthy et Tadhg Furlong, qui effectue son retour. Conor Murray est toujours le demi de mêlée remplaçant.
Chez les Italiens, il y a également plusieurs changements. Le capitaine depuis le début du Tournoi, Michele Lamaro, est relégué sur le banc au profit de Manuel Zuliani, Juan Ignacio Brex obtenant le capitanat. Lorenzo Cannone est titularisé à la place de Ross Vintcent qui retourne sur le banc, tandis que Niccolò Cannone est remplacé par Dino Lamb dans le XV de départ. En première ligne, Gianmarco Lucchesi et Simone Ferrari sont titulaires. Tommaso Allan profite du forfait de Matt Gallagher pour retrouver une place de titulaire à l'arrière, Ange Capuozzo basculant à l'aile. Le demi de mêlée Martin Page-Relo remplace Stephen Varney. Sur le banc, Giosuè Zilocchi et Leonardo Marin intègrent la feuille de match.
| Italie · Titulaires · Tommaso Allan 15 · Ange Capuozzo 14 · Juan Ignacio Brex 13 · Tommaso Menoncello 12 · 11e 75e Monty Ioane 11 · Paolo Garbisi 10 · 45e Martin Page-Relo 9 · 29e Lorenzo Cannone 8 · Manuel Zuliani 7 · 29e Sebastian Negri 6 · Federico Ruzza 5 · 18e Dino Lamb 4 · 55e Simone Ferrari 3 · Gianmarco Lucchesi 2 · 55e Danilo Fischetti 1 · Remplaçants · 68e 80e Giacomo Nicotera 16 · 55e Mirco Spagnolo 17 · 55e Giosuè Zilocchi 18 · 18e Niccolò Cannone 19 · 29e 39e à 49e Michele Lamaro 20 · 29e 48e Ross Vintcent 21 · 45e 63e Stephen Varney 22 · 75e Leonardo Marin 23 · Entraîneur · Gonzalo Quesada |  |  |  | Irlande · Titulaires · 15 Hugo Keenan 23e · 14 Mack Hansen · 13 Garry Ringrose · 12 Robbie Henshaw 55e · 11 James Lowe · 10 Jack Crowley 64e · 9 Jamison Gibson-Park 66e · 8 Caelan Doris · 7 Josh van der Flier 51e · 6 Jack Conan · 5 Tadhg Beirne · 4 James Ryan 46e · 3 Finlay Bealham 46e · 2 Dan Sheehan 39e 46e 57e · 1 Andrew Porter 64e · Remplaçants · 16 Gus McCarthy 70e · 17 Jack Boyle 64e · 18 Tadhg Furlong 46e · 19 Joe McCarthy 46e · 20 Peter O'Mahony 51e · 21 Conor Murray 66e · 22 Sam Prendergast 64e · 23 Bundee Aki 55e · Entraîneur · Simon Easterby |

### Pays de Galles - Angleterre
(mt 7 - 33)
Homme du match :  Ben Curry
Points marqués :
Pays de Galles :
- 2 essais de B. Thomas (29e, 76e)
- 1 transformation d'Anscombe (30e), Jarrod Evans (76e)

Angleterre :
- 10 essais de Itoje (2e), Roebuck (9e), Freeman (33e), Cunningham-South (37e, 81e), Stuart (39e), Mitchell (54e), Pollock (66e, 78e), Heyes (69e)
- 9 transformations de F. Smith (2e, 10e, 34e, 38e, 55e), M. Smith (67e, 69e, 79e, 82e)

Évolution du score : 0-7, 0-14, 7-14, 7-21, 7-28, 7-33 m-t, 7-40, 7-47, 7-54, 14-54, 14-61, 14-68
Arbitre :  Nic Berry
Résumé : Le pays de Galles effectue deux changements par rapport à la semaine précédente. Aaron Wainwright est titularisé comme troisième ligne aile, côté fermé, décalant Jac Morgan de numéro 6 à numéro 7 et reléguant Tommy Reffell sur le banc. De plus, Joe Roberts est titulaire à l'aile gauche pour pallier la blessure de Tom Rogers, ce qui décale Ellis Mee sur l'aile droite. Enfin, Nick Tompkins est de retour en tant que remplaçant.
Côté XV de la Rose, l'absence d'Ollie Lawrence provoque plusieurs changements dans les lignes arrières. Tommy Freeman est décalé de l'aile au centre et Elliot Daly de l'arrière à l'aile, tandis que Marcus Smith retrouve une place de titulaire à l'arrière. Tom Roebuck intègre la feuille de match à la place d'Ollie Sleightholme non retenu. En troisième ligne, Ben Curry est titularisé au détriment de Tom Willis qui passe remplaçant, de même pour Luke Cowan-Dickie à la place de Jamie George au talonnage. Sur le banc, Henry Pollock connaît sa première feuille de match avec l'Angleterre et George Ford sa première du Tournoi.
| Pays de Galles · Titulaires · Blair Murray 15 · Ellis Mee 14 · 56e Max Llewellyn 13 · 29e 76e Ben Thomas 12 · Joe Roberts 11 · 47e Gareth Anscombe 10 · 62e Tomos Williams 9 · 52e Taulupe Faletau 8 · Jac Morgan 7 · Aaron Wainwright 6 · Dafydd Jenkins 5 · 47e Will Rowlands 4 · 40e WillGriff John 3 · 40e Elliot Dee 2 · 52e Nicky Smith 1 · Remplaçants · 40e Dewi Lake 16 · 52e Gareth Thomas 17 · 40e Keiron Assiratti 18 · 47e Teddy Williams 19 · 52e Tommy Reffell 20 · 62e Rhodri Williams 21 · 47e Jarrod Evans 22 · 56e Nick Tompkins 23 · Entraîneur · Matt Sherratt (en) |  |  |  | Angleterre · Titulaires · 15 Marcus Smith · 14 Tom Roebuck 9e · 13 Tommy Freeman 33e 48e · 12 Fraser Dingwall · 11 Elliot Daly · 10 Fin Smith 55e · 9 Alex Mitchell 54e 67e · 8 Ben Earl · 7 Ben Curry 58e · 6 Tom Curry · 5 Ollie Chessum 18e · 4 Maro Itoje 2e · 3 Will Stuart 39e 46e · 2 Luke Cowan-Dickie 46e · 1 Ellis Genge · Remplaçants · 16 Jamie George 46e · 17 Fin Baxter · 18 Joe Heyes 46e · 19 Chandler Cunningham-South 18e 37e 81e · 20 Henry Pollock 48e 66e 78e · 21 Tom Willis 58e · 22 Jack van Poortvliet 67e · 23 George Ford 55e · Entraîneur · Steve Borthwick |

### France - Écosse
(mt 16 - 13)
Homme du match :  Yoram Moefana
Points marqués :
France :
- 4 essais de Moefana (17e, 61e), Bielle-Biarrey (42e), Ramos (56e)

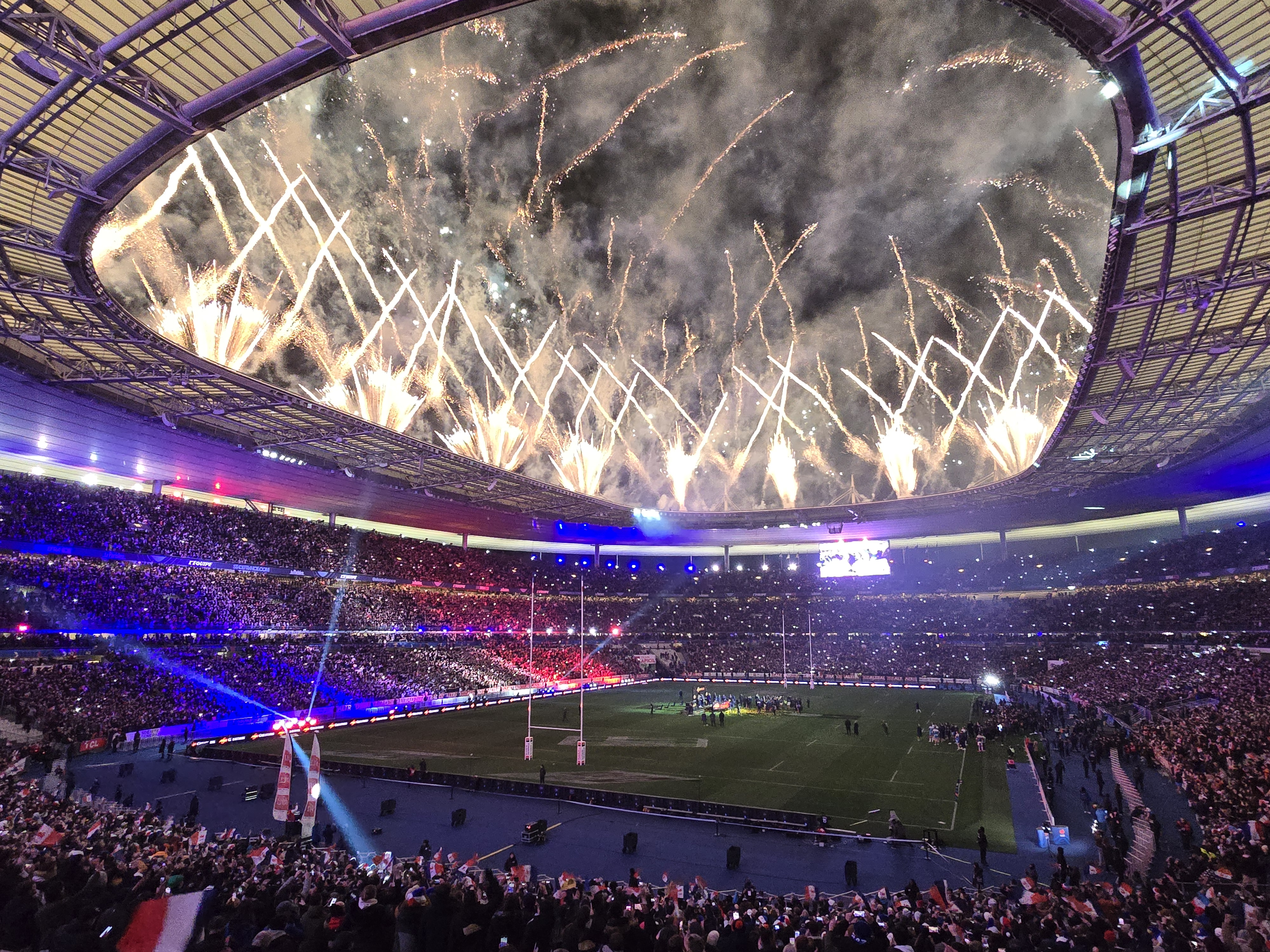
Les feux d'artifice dans le stade de France célébrant la victoire contre l'Écosse et donc le trophée du tournoi.

- 3 transformations de Ramos (18e, 43e, 57e)
- 3 pénalités de Ramos (4e, 25e, 38e)

Écosse :
- 1 essai de Graham (28e)
- 1 transformation de Russell (29e)
- 3 pénalités de Russell (20e, 35e, 50e)

Évolution du score : 3-0, 10-0, 10-3, 13-3, 13-10, 13-13, 16-13 m-t, 23-13, 23-16, 30-16, 35-16
Arbitre :  Matthew Carley
Résumé : Pour ce match décisif, l'encadrement du XV de France opère deux changements dans son XV de départ en raison des forfaits du capitaine Antoine Dupont et du centre Pierre-Louis Barassi, ils sont respectivement remplacés par Maxime Lucu et Gaël Fickou. Sur le banc, Nolann Le Garrec intègre la feuille de match et les remplaçants sont, pour la troisième fois consécutive, composés de sept avants et un arrière. Grégory Alldritt est nommé capitaine.
Côté XV du Chardon, Jack Dempsey est forfait et remplacé par Matt Fagerson. Gregor Brown intègre les titulaires au détriment de Jonny Gray qui rejoint les remplaçants. Jamie Dobie, Ben Muncaster et Marshall Sykes sont les nouveaux remplaçants par rapport au dernier match. La veille de la rencontre, Jonny Gray déclare forfait, il est remplacé par Ewan Johnson.
| France · Titulaires · 56e Thomas Ramos 15 · 22e 31e Damian Penaud 14 · Gaël Fickou 13 · 17e 61e Yoram Moefana 12 · 42e Louis Bielle-Biarrey 11 · Romain Ntamack 10 · 75e Maxime Lucu 9 · 46e Grégory Alldritt 8 · 46e Paul Boudehent 7 · François Cros 6 · 46eMickaël Guillard 5 · Thibaud Flament 74e 4 · 43e Uini Atonio 3 · 21e à 31e 46e Peato Mauvaka 2 · 36e à 46e 46e Jean-Baptiste Gros 1 · Remplaçants · 22e 31e 46e Julien Marchand 16 · 46e Cyril Baille 17 · 43e Dorian Aldegheri 18 · 74e Hugo Auradou 19 · 46e Emmanuel Meafou 20 · 46e Anthony Jelonch 21 · 46e Oscar Jégou 22 · 75e Nolann Le Garrec 23 · Entraîneur · Fabien Galthié |  |  |  | Écosse · Titulaires · 15 Blair Kinghorn · 14 Darcy Graham 28e · 13 Huw Jones 66e · 12 Tom Jordan · 11 Duhan van der Merwe · 10 Finn Russell · 9 Ben White 66e · 8 Matt Fagerson · 7 Rory Darge 66e · 6 Jamie Ritchie 12e à 22e · 5 Grant Gilchrist 72e · 4 Gregor Brown 57e · 3 Zander Fagerson · 2 David Cherry 57e · 1 Pierre Schoeman 66e · Remplaçants · 16 Ewan Ashman 57e · 17 Rory Sutherland 66e · 18 Will Hurd · 19 Ewan Johnson 72e · 20 Marshall Sykes 57e · 21 Ben Muncaster 66e · 22 Jamie Dobie 66e · 23 Stafford McDowall 66e · Entraîneur · Gregor Townsend |